# Episulfid
Episulfider är en klass av organiska föreningar som har en mättad 3-ring med en svavel- och två kolatomer. De är analoger till epoxider och aziridiner. De är också kända som tiiraner, olefinsulfider, tioalkylenoxider och tiacyklopropaner. Episulfider är mindre vanliga och i allmänhet mindre stabila än epoxider. Det vanligaste derivatet är etylensulfid(C2H4S).

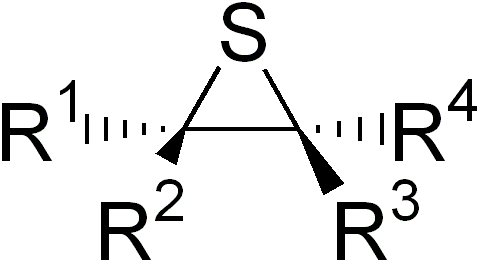
Allmän struktur av en episulfid.

## Struktur
Enligt elektrondiffraktion är C−C- och C−S-avstånden i etylensulfid 1,473 respektive 1,811 Å. Vinklarna C−C−S och C−S−C är 66,0 respektive 48,0°.

## Framställning

### Historik
Ett antal kemister i början av 1900-talet, såsom Staudinger och Pfenninger (1916), samt Delepine (1920) studerade episulfider. År 1934 utarbetade Dachlauer och Jackel en allmän syntes av episulfider från epoxider med alkalitiocyanater och tiourea.

### Samtidiga metoder
Under ledning av Dachlauer och Jackel använder två samtidiga vägar till episulfider en tvåstegsmetod som omvandlar en olefin till en epoxid följt av tiation med tiocyanat eller tiourea.
Episulfider kan också framställas av cykliska karbonater, hydroximerkaptaner, hydroxialkylhalogenider, dihaloalkaner och halomerkaptaner. Reaktionen av etylenkarbonat och KSCN ger etylensulfid:
Den metallkatalyserade reaktionen av svavel med alkener har visats.
{\displaystyle {\text{alkene}}+{\text{S }}\longrightarrow {\text{ episulfide}}}

## Användning
Vanliga användningar av episulfider i både akademiska och industriella miljöer omfattar oftast deras användning som monomerer i polymerisationsreaktioner. Episulfider har en medfödd ringstam på grund av arten av treledade ringar. Därför medför de flesta reaktioner av episulfider ringöppning. Oftast används nukleofiler för ringöppningsprocessen. För terminal episulfid attackerar nukleofiler det primära kolet. Nukleofiler är anjonhydrid, tiolater, alkoxid, aminer och karbanioner.
Tiiraner förekommer mycket sällan i naturen och har ingen medicinsk betydelse. Mycket få kommersiella tillämpningar finns, även om polymerisationen av episulfid har rapporterats.

## Dithiiraner

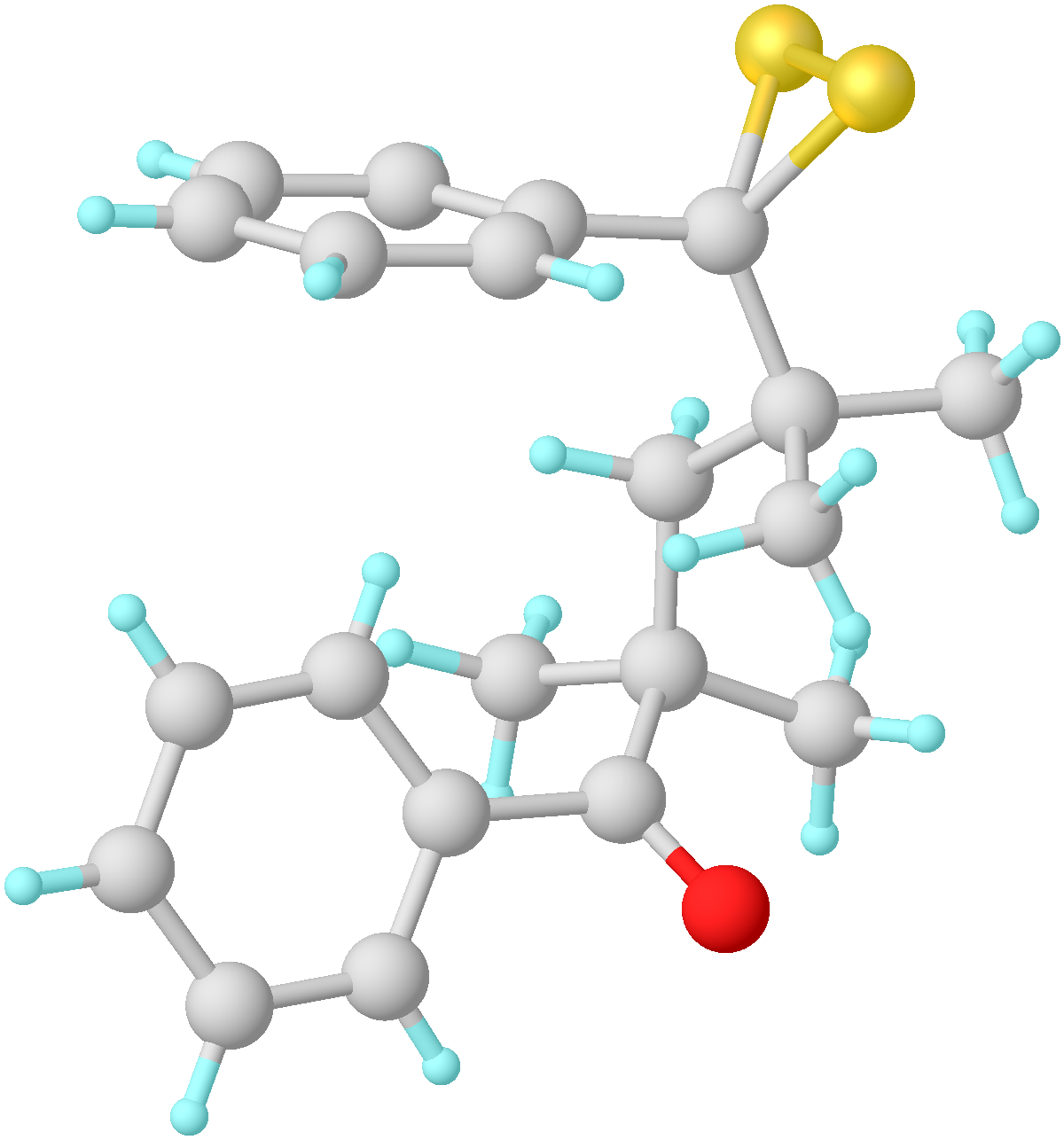
Struktur för en dithiiran.

Ditiiraner är tre ledade ringar som innehåller två svavelatomer och en kolatom. Ett exempel framställdes genom oxidation av en 1,3-ditietan.